# Geoobjekt
Geoobjekt bezeichnet in der Geographie ein auf der Erde früher oder heute tatsächlich vorhandenes Objekt, das mittels Geodaten eindeutig referenzierbar ist. Es ist im strengeren Sinne der Geographie ein identifizierbarer Teil, im weiteren Sinne der Geoinformatik ein identifizierbares Merkmal der Erdoberfläche, wie es für die kartographische Darstellung auf allgemein-geographischen und damit auch topographischen Karten, oder in Geoinformationssystemen relevant ist.

## Definition
Ein geographisches Objekt ist ein auf der Erdoberfläche lokalisierter Ort, dem durch Benutzerdefinition materielle oder immaterielle Eigenschaften zugeordnet werden. Diese Definition erfolgt im fachspezifischen – geowissenschaftlichen – Kontext.
Nach Terminologie der Sachverständigengruppe der Vereinten Nationen für geographische Namen (UNGEGN) bezeichnet der Begriff speziell Orte auf der Erdoberfläche, während für ein topographisches Objekt diese Einschränkung nicht gilt.
Die Geoinformatik definiert das Geoobjekt als „ein benutzerdefiniertes raumbezogenes Phänomen, das modelliert oder dargestellt werden kann.“
Im Unterschied zu allgemeinen Definitionen oder Beschreibungen (Phänomenologie) von Gebilden der Geographie handelt es sich hierbei um bestimmte einzelne, durch ihre Position (geographische Koordinaten) nachweisbare Örtlichkeiten. Kollektivbegriffe wie etwa Berg, Insel oder Bucht beschreiben eine Vielzahl gleichartiger Objekte. Einzelgebilde aus diesen Objektfamilien (Objektklassen) wie beispielsweise der Berg Zugspitze, die Insel Korsika oder die Danziger Bucht werden durch ihre Benennung – ihren Individualnamen, ein Toponym – identifiziert und können problemlos über ihre eindeutigen irdischen Koordinaten kartographisch erfasst und somit weltweit in Karten und Atlanten eingetragen werden.

### Gegenstände und Sachverhalte
Geoobjekte lassen sich in zwei Kategorien einteilen
- Gegenstände im engeren Sinne sind die konkreten, unbelebten und belebten Gebilde unserer Umwelt. Diese sind sinnlich wahrnehmbar und in den meisten Fällen sichtbar. Sie können somit als Erscheinungen oder Phänomene bezeichnet werden.
- Sachverhalte beschreiben die immanenten Merkmale eines Objekts oder seine Beziehung zu anderen Objekten. Beim Sachverhalt eines Objekts geht es um bestimmte, häufig nicht sofort wahrnehmbare komplexe Eigenschaften. So kann es in einem Objektmodell ein Objekt Boden geben und als Attribut dieses Objekts den Sachverhalt Bodenklima. Dieser Sachverhalt kann als eigenständige Objektklasse beschrieben werden. Der Raumbezug von Sachverhalten wird durch die Menge jener Objekte abgebildet, denen der Sachverhalt zugeordnet wird.

Auch Beziehungen zwischen Objekten können mit einem eigens dafür geschaffenen Objekt näher dargestellt werden. In diesem Zusammenhang spricht man im objektorientierten Entwurf auch von einer Assoziationsklasse.
Beispiel: Ein zentraler Ort, der durch Berufspendler mit Orten niedrigerer Ordnung in Verbindung steht. Diese Beziehung durch Berufspendler kann in vielfacher Hinsicht näher spezifiziert werden: Wie viele Tagespendler, Wochenpendler gibt es? Wie ist die Altersstruktur der Pendler charakterisiert? Welche Verkehrsmittel werden primär genutzt?

### Dimensionale Klassifizierung
Es wird unterschieden zwischen
- flächenhaften geographischen Objekten,
- linienförmigen geographischen Objekten
- und punktförmigen geographischen Objekten.

Ein wichtiger Umstand bei der Entscheidung, welches Objekt wie einzuordnen ist, ist der Kartenmaßstab, die Darstellbarkeit und die Erkennbarkeit.

## Kartographische Darstellung
Beispiel: Ein flächenhaftes quadratisches Waldstück in den Naturmaßen von 10 m × 10 m Ausdehnung hat in den folgenden Maßstäben nachstehend aufgeführte Kartenmaße:
| Maßstab       | Kartenmaße        |
| ------------- | ----------------- |
| 1 : 1.000     | 10 mm × 10 mm     |
| 1 : 10.000    | 1 mm × 1 mm       |
| 1 : 100.000   | 0,1 mm × 0,1 mm   |
| 1 : 1.000.000 | 0,01 mm × 0,01 mm |

Bei einer Zeichengenauigkeit von in der Regel 0,1 mm bis 0,2 mm wird deutlich, dass das Waldstück bereits ab dem Maßstab 1:10 000 kaum noch als Fläche wahrnehmbar ist. Aus diesem Grunde ist für diese Fälle (sofern das Waldstück eine solche Wichtigkeit besitzt, dass es dargestellt werden muss) nur eine punktförmige Darstellung denkbar. Die Auswahl der Objekte, die überhaupt dargestellt wird, oder deren Vereinfachung, nennt man Generalisierung.

## Modellierung von Geoobjekten
Geoobjekte bilden Elemente zur Modellierung der Realwelt in geographischen Informationssystemen (GIS).
Im Allgemeinen weist ein Geoobjekt vier informationstechnische Dimensionen – auch Komponenten genannt - auf:
1. Geometrie
2. Topologie
3. Semantik
4. Dynamik

Das Objekt kann elementar oder beliebig komplex zusammengesetzt sein. Geoobjekte werden durch Geoinformationen beschrieben.
Jedes Objekt stellt ein Unikat dar, ist jedoch gleichzeitig Teil einer Objektklasse. In der Objektklasse wird das allgemeine Aussehen eines Objektes definiert (z. B. ob es punktförmig, linear oder flächenhaft ist, durch welche Attribute es näher beschrieben wird, welche Beziehungen sind möglich oder notwendig). Zur Identifikation muss jedes Objekt mit einem eindeutigen Schlüssel oder Identifikator versehen sein.
Zur Standardisierung von Geoinformationen wurde durch die ISO die Normenreihe ISO 191xx geschaffen. In diesem Kontext regelt die Norm ISO 19109 die Regeln für die Modellierung von Geoobjekten. Es wird hierfür der Begriff des General Feature Models eingeführt.
Die Objektmodellierung schafft eine Struktur, indem sie die einzelnen Objekte in einen Zusammenhang bringt, sie gewissermaßen nach den Gesetzen der Realwelt verknüpft. Daraus resultiert schließlich das digitale Objektmodell (DOM).
Der Modellierungsprozess und seine Dokumentation stellen eine bedeutende Phase in der Planung eines GIS dar. Das digitale Objektmodell hat schließlich entscheidenden Einfluss auf die Analyse- und Visualisierungsmöglichkeiten des Systems.
Die Modellierung in einem GIS erfolgt anhand unterschiedlicher Techniken. Wird das Modell in einer relationalen Geodatenbank gespeichert, so spricht man von einer daten- oder strukturorientierten Modellierung. Objekte werden in Form von Relationen abgebildet. Zur Laufzeit der GIS-Applikation kann daraus ein durch Methoden angereichertes und daher kraftvolleres virtuelles Objektmodell (nach Vorlage einer Klassenhierarchie) entstehen, das nur im Hauptspeicher existiert und für die eigentliche Dynamik im Informationssystem verantwortlich ist.

### Geometrie
Die Geometrie beschreibt die räumliche Lage eines Objekts im 2- oder 3-dimensionalen Raum. Sie umfasst alle Angaben zur absoluten räumlichen Lage und Ausdehnung des Geoobjekts auf Basis eines räumlichen Bezugssystems. Bei Kontinua, die räumlich unbegrenzt sind, besteht die geometrische Information in der Lageangabe für Zahlenwerte, die sich von Ort zu Ort kontinuierlich ändern (Wertefelder).
Zur Beschreibung der Geometrie sind zwei Modelle weit verbreitet:

#### Rastermodell

Rastergrafik

In einem Rastermodell wird der Interessensbereich in Teilflächen mit homogener Semantik aufgeteilt. Man spricht in diesem Zusammenhang von Mosaik oder Tesselation. Die häufigste Form der Tesselation ist die Aufteilung des Raumes in quadratische oder rechteckige Gitterzellen (Raster). Die Semantik wird durch die numerischen Werte der Matrizenelemente dargestellt. Dieser Grauwert ist nicht als Farbe, sondern als Sekundärinformation zu interpretieren. So steht der Grauwert einer Rasterzelle in einer Infrarotaufnahme für eine semantische Aussage: z. B. für den Vitalitätsfaktor der Pflanzen.
Die Rastergeometrie eignet sich gut zur Beschreibung flächiger Sachverhalte und für das Layerkonzept. So ergeben sich beispielsweise in Überschneidungszonen zweier Ebenen spezifische Grauwerte. Durch das regelmäßige Gitter ist es eine leichte mathematische Übung, die Gesamtfläche des Überschneidungsgebietes zu berechnen.
Das Wesen georelationaler Modelle kann im Rastermodell durch Zeiger simuliert werden, die von einer Rasterzelle auf eine Sachdatei verweisen, wo detaillierte semantische Informationen vorliegen. Der Zellwert spielt in diesem Zusammenhang die Rolle eines Schlüssels für eine Datei oder einen Dateiabschnitt. Dieser Zeiger muss dabei nicht für jede Rasterzelle definiert werden. Es genügt der Verweis auf ein Zentroid (interner Schlüssel), welches in weiterer Folge die externe Datei referenziert.
Typische Dateiformate sind: BMP, TIFF, GIF, JFIF

#### Vektormodell
Vektormodelle bauen auf Punkte und Linien auf. Flächen werden durch geschlossene Polygonzüge dargestellt. Vektormodelle bezeichnet man auch als lineale Modelle, während Rasterdaten ein areales Modell darstellen (im 3-dimensionalen Raum Drahtmodell versus Volumenmodell).
Das Vektormodell eignet sich sehr gut zur Darstellung linienhafter Objekte (z. B. Leitungen, Verkehrswege oder Flussnetze).
Vektordaten benötigen weniger Speicherplatz als Rasterdaten, obwohl für diese sehr leistungsfähige Kompressionsalgorithmen zur Verfügung stehen. Die Semantik wird den geometrischen Elementen zugeordnet. Im Gegensatz zum Rastermodell, bei dem der Grauwert einer Zelle eine implizite Zuordnung darstellt, müssen im Vektormodell Verknüpfungen explizit definiert werden. Man spricht in diesem Zusammenhang auch von einem georelationalen Modell.
Die elementaren Teile können zu höherwertigen Strukturen (graphische Gefüge) zusammengesetzt werden. Auch auf dieser Ebene kann mit thematischen Attributen verknüpft werden.
In Vektormodellen sind Schnitt- und Flächenberechnungen komplizierter als im Rastermodell.
Typische Dateiformate: WMF, Shapefile

### Topologie
Die Topologie befasst sich mit jenen Eigenschaften des Raumbezugs, die von der Metrik unabhängig sind. Sie charakterisiert die räumlichen Beziehungen von Geoobjekten zueinander und wird daher auch als „Geometrie der relativen Lage“ bezeichnet: Umgebung, Enthaltensein, Nachbarschaft oder Überschneidung sind Merkmale topologischer Beziehungen.
Jeder metrische Raum ist zugleich auch topologischer Raum. Die bei geometrischer Rotation, Translation oder Skalierung unveränderten topologischen Eigenschaften bezeichnet man als topologische Invarianten.
Topologische Elementarstrukturen sind 0-Zelle (Knoten), 1-Zelle (Kante) und 2-Zelle (Masche). Im Rastermodell ist die Topologie durch die Zellmatrix bereits implizit festgelegt. Im Vektormodell muss sie explizit formuliert werden. Oftmals lassen sich topologische Beziehungen zwar aus Berechnungen des geometrischen Modells ableiten, jedoch bildet eine effiziente topologische Modellierung eine wichtige Grundlage für die Datenkonsistenz.

### Semantik
Die Semantik bildet eine Ergänzung zur Geometrie. Während die Geometrie nach dem „wo“ fragt, bezieht sich die Frage der Semantik nach dem „was“.
Die Semantik beschreibt – im Gegensatz zum nach außen gerichteten Raumbezug – alle nach innen, auf das Wesen des Objekts bezogenen Angaben. Semantik ist die Bedeutung eines Geoobjekts im fachspezifischen Kontext. Diese Bedeutung ergibt sich in raumbezogenen Objektmodellen durch die Zugehörigkeit zu einer bestimmten Objektklasse. Verfeinert wird sie durch das Zusammenspiel klassenzugehöriger nicht raumbezogener Attribute. Diese können qualitativer oder quantitativer Natur sein. Qualität bezeichnet Angaben zur Art oder Beschaffenheit eines Objekts. Quantität hingegen richtet den Fokus auf Menge, Wert, Intensität oder Größe.
Die Semantik resultiert aus der Strukturierung der Fachdaten und der Betrachtung als Ganzes. Eine Besonderheit der Semantik ist auch, dass sie keinesfalls frei von Subjektivität ist. Der Nutzer verknüpft mit einem Objekt bestimmte Merkmale, die durch seine Lebensbedingungen oder seine spezifische Sichtweise auf das Objekt vorgegeben sind.
Man kann jedoch die Semantik im Sinne der individuellen Perzeption ausklammern und den Begriff stellvertretend für die Bedeutung verwenden, die einem Objekt bezüglich einer konkreten Fragestellung durch Fachattribute gegeben wird.

### Dynamik
Mit dem Begriff der Dynamik werden alle zeitlichen Veränderungen von Geoobjekten charakterisiert. Die Intensität dynamischer Modellierung hängt davon ab, ob das Ziel des Systems eine „Momentaufnahme“ dient (statisch) oder ein dynamisches Verhalten im Vordergrund steht.
Modellierungen zu Themen wie Strömung, Transporte, Raumentwicklung etc. richten ihr Augenmerk auf temporale Veränderungen. Überlegungen zur Einbringung und Visualisierung von Dynamik spielen in diesen Fällen natürlich eine ganz entscheidende Rolle.

## Beispiele von Geoobjekten
Modell einer Fließgewässerstrecke
- Geometrie: Beschreibung der Gewässerstrecke durch einen Linienzug.
- Topologie: Die Gewässerstrecke endet bei der Mündung des Flusses in die Donau.
- Semantik: Mess- und Beobachtungswerte für Wasserstand, Anzahl von Pflanzenarten etc.
- Dynamik: Veränderungen der Geometrie und einiger Merkmale der Semantik durch Erosion des Fließgewässers.

Thematische Attribute unterliegen der Selektion des fachspezifischen Kontexts und beeinflussen auch die geometrische Darstellung. Aus hydrologischer Sicht interessiert eine sehr genaue geometrische Beschreibung des Gewässerverlaufes mit allen Flussbiegungen, Veränderungen der Breite und Tiefe. Aus limnologisch-gewässerökologischer Sicht interessiert nur eine grobe geometrische Beschreibung des Gewässerverlaufs. Wichtiger ist z. B. die Nachbarschaft zu Biotopen (vgl. Streit, Skriptum Geoinformatik, Version 3.4, Kapitel 4).
Aus wirtschaftlicher Sicht kann von Interesse sein, ob der Fluss für den Schiffsverkehr als Transportweg nutzbar ist.
Modell einer Klimastation zur Messung meteorologischer Parameter
- Geometrie: Beschreibung der räumlichen Lage der Klimastation durch geographische Koordinaten.
- Topologie: Die Klimastation liegt im Gemeindegebiet von Groß Gerungs.
- Semantik: Messdaten für Lufttemperatur, Niederschlag, Luftdruck etc.
- Dynamik: Zeitliche Variationen der meteorologischen Parameter.

Angaben zur Geometrie der Klimastation können auf die Koordinaten eines Punktes in einem räumlichen Bezugssystem beschränkt werden. Wesentlich vielschichtiger in diesem Beispiel ist die Semantik und deren zeitliche Variation: Messreihen verschiedenster Parameter werden automatisch von der Station in festgelegten Intervallen aufgezeichnet und müssen selbstverständlich im digitalen Objekt für Analysen zur Verfügung stehen. Die kartographisch-thematische Darstellung sollte hier unbedingt auch mit Diagrammen ergänzt werden. Eine besondere Bedeutung für Klimastationen haben auch Höhe über NN und Geländeexposition. Diese Angaben sollten bei Analyse und Darstellung immer „zur Hand“ sein und des Weiteren als Metadaten aller Aufzeichnungen der Klimastation mitgeführt werden.
Modell eines Biotops
- Geometrie: Umrandung des Biotops mit einem geschlossenen Linienzug (Polygon).
- Topologie: Das Biotop wird von einer Straße geschnitten.
- Semantik: Biodiversität, biochemische Zyklen, vorherrschender Bodentyp etc.
- Dynamik: Änderung der Topologie durch Aufgabe der Straße und Renaturierung der ehemaligen Verkehrsflächen.

Die Semantik eines Biotops ist anspruchsvoll in der Modellierung. Das Biotop ist räumlicher Repräsentant eines Biosystems (ökologisches Wirkungsgefüge). Der komplexe funktionale Zusammenhang der im Biotop zusammenwirkenden Biofaktoren (Tiere, Pflanzen, Mensch) lässt den Schwierigkeitsgrad einer effizienten Datenmodellierung erahnen.